# (3088) Jinxiuzhonghua
(3088) Jinxiuzhonghua – planetoida z pasa głównego asteroid okrążająca Słońce w ciągu 5 lat i 89 dni w średniej odległości 3,02 j.a. Została odkryta 24 października 1981 roku w Obserwatorium Astronomicznym Zijinshan w Nankinie. Nazwa planetoidy pochodzi od Jǐnxiù Zhōnghuá („Wspaniałe Chiny”), parku w Shenzhen, największego miniaturowego parku na świecie. Przed nadaniem nazwy planetoida nosiła oznaczenie tymczasowe (3088) 1981 UX9.